# 옥산면 (군산시)
옥산면(玉山面)은 대한민국의 전북특별자치도 군산시에 설치된 면이다. 면적은 16.73km2이고, 인구는 2011년 7월 31일을 기준으로 기준으로 2,994명이다.

## 개요
옥산면은 도시 지역에 연접된 근교 전원 농촌지역의 특성을 가지고 있다. 도시화의 진전으로 도농생활 복합지역이 되었으며, 주민성향은 진취적 개방적으로 바뀌어 가고 있다.

## 행정 구역
| 법정리 | 한자명 | 행정리 | 비고 |
| ------ | ------ | ------ | ---- |
| 옥산리 | 沃山里 |        |      |
| 당북리 | 堂北里 |        |      |
| 금성리 | 錦城里 |        |      |
| 남내리 | 南內里 |        |      |
| 쌍봉리 | 雙鳳里 |        |      |

## 교육
- 옥산초등학교 (옥산리)

## 아파트
| 단지명          | 건설사         | 시행사                        | 주소             | 주소   | 입주       | 비고 |
| --------------- | -------------- | ----------------------------- | ---------------- | ------ | ---------- | ---- |
| 힐스테이트 은파 | 현대엔지니어링 | 군산2차 현대엠코 지역주택조합 | 옥산면 월명로 45 | 당북리 | 2015년 9월 |      |